# Championnat d'Irlande de football 1933-1934
Navigation
Édition précédente Édition suivante
Le Championnat d'Irlande de football 1933-1934 est la treizième édition du championnat d'Irlande de football. Elle voit dix équipes contester le titre de champion d'Irlande au Dundalk FC. Le vainqueur de cette édition est le Bohemians FC.

## Les 10 clubs participants
- Bohemian Football Club
- Bray Unknowns Football Club
- Cork Football Club
- Cork Bohemians Football Club
- Dolphin Football Club
- Drumcondra Football Club
- Dundalk Football Club
- Saint James's Gate Football Club
- Shamrock Rovers Football Club
- Shelbourne Football Club

## Classement
| Rang | Équipe             | Pts | J  | G  | N | P  | Bp | Bc | Diff |
| ---- | ------------------ | --- | -- | -- | - | -- | -- | -- | ---- |
| 1    | Bohemian FC        | 27  | 18 | 11 | 5 | 2  | 38 | 23 | +15  |
| 2    | Cork FC            | 26  | 18 | 11 | 4 | 3  | 47 | 26 | +21  |
| 3    | Shamrock Rovers    | 22  | 18 | 9  | 4 | 5  | 28 | 23 | +5   |
| 4    | Dundalk FC T       | 21  | 18 | 9  | 3 | 6  | 33 | 25 | +8   |
| 5    | Dolphin FC         | 17  | 18 | 7  | 3 | 8  | 23 | 21 | +2   |
| 6    | Shelbourne FC      | 17  | 18 | 6  | 5 | 7  | 22 | 25 | -3   |
| 7    | Drumcondra FC      | 16  | 18 | 6  | 4 | 8  | 27 | 28 | -1   |
| 8    | Saint James's Gate | 13  | 18 | 5  | 3 | 10 | 26 | 32 | -6   |
| 9    | Bray Unknowns      | 13  | 18 | 6  | 1 | 11 | 26 | 44 | -18  |
| 10   | Cork Bohemians     | 8   | 18 | 2  | 4 | 12 | 18 | 41 | -23  |

Légende
- Abandons pour la saison suivante.

## Source
- (en) Alex Graham, Football in the Republic of Ireland : a Statistical Record 1921–2005, Soccer Books Ltd, novembre 2005, 142 p. (ISBN 978-1862231351).